# الباب المقوس (تالا)
الباب المقوس بالقصرين  هو معلم أثري تونسي مصنف من قبل المعهد الوطني للتراث يقع في ولاية القصرين في الجنوب الغربي التونسي، تحديدا في مدينة تالا تم تصنيف المعلم في يوم 26 جانفي 1893.